# Закон Грузии «Об устранении всех форм дискриминации»
Закон Грузии «Об устранении всех форм дискриминации» (груз. დისკრიმინაციის ყველა ფორმის აღმოფხვრის შესახებ) — антидискриминационный закон, принятый 2 мая 2014 года парламентом Грузии и вступивший в силу 7 мая 2014 года. Закон направлен на борьбу с дискриминацией, в том числе и по признаку сексуальной ориентации и гендерной идентичности. Именно поэтому он встретил множество протестов со стороны грузинского духовенства и консервативных политиков.

## Содержание закона
Закон запрещает дискриминацию из-за расовой принадлежности, национальности, пола, возраста, сексуальной ориентации и гендерной идентичности, гражданства, места жительства, имущественного положения и некоторых других признаков. После протестов церкви правительство провело встречи с представителями духовенства, в результате чего текст документа претерпел некоторые изменения. Однако признаки «сексуальная ориентация» и «гендерная идентичность» в нём сохранились несмотря на протесты грузинской патриархии.
Законопроект является одним из условий, выполнение которых необходимо для получения безвизового режима с Евросоюзом. Аналогичные законы уже были приняты в Молдавии и на Украине.

## Рассмотрение законопроекта
Законопроект был принят в первом чтении парламентом Грузии 17 апреля 2014 года. За документ проголосовали 110 парламентариев. Второе чтение законопроекта состоялось 1 мая 2014 года. За законопроект высказались единогласно все 112 депутатов.
Третье и окончательное чтение законопроекта состоялось 2 мая 2014 года — за документ проголосовало 120 депутатов, против — 1 депутат. Президент Грузии Георгий Маргвелашвили подписал закон 7 мая 2014 года. В этот же день текст документа был опубликован в «Законодательном вестнике» и вступил в силу.

## Критика и протесты

### Критика правозащитников
Правозащитники выражают критику по поводу законопроекта. По их мнению, он не является эффективным, так как в нём не отражены эффективные механизмы для осуществления антидискриминационных мер. Кроме того, по их мнению, предложенный правительством документ существенно отличается от его первоначальной версии, созданной Министерством юстиции при совместной работе с неправительственными организациями, представителями этнических, религиозных и других социальных групп. В частности, в новой версии исчезло положение, предусматривающии возможность штрафования физического или юридического лица, государственного органа или органа местного самоуправления, осуществляющего дискриминацию.

### Протесты консерваторов и духовенства
Против принятия закона активно выступала Грузинская православная церковь, так как, по её мнению, закон является «пропагандой и узакониванием» гомосексуальности. Грузинская Патриархия настаивала на исключении признаков сексуальной ориентации и гендерной идентичности из текста законопроекта. Против документа выступали и некоторые оппозиционные политики, например, кандидат в мэры Тбилиси Дмитрий Лордкипанидзе и лидер «Христиан-демократического движения» Георгий Ахвледиани.
Для деэскалации конфликта грузинское правительство даже предложило ввести в Конституцию страны запрет однополых браков, хотя и текущий гражданский кодекс Грузии определяет брак как союз между мужчиной и женщиной.